# Скёйен, Алексия
Алексия Скёйен (норв. Alexia Schøien, позднее Alexia Bryn-Schøien и Alexia Bryn; 24 марта 1889, Осло, Норвегия — 19 июля 1983, там же) — норвежская фигуристка, серебряный призёр Олимпийских игр 1920 года, десятикратная чемпионка Норвегии (1908—1913 и 1919—1922 годов) в парном катании.
Алексия Скёйен выступала в паре с Ингваром Брюном, за которого позднее вышла замуж и выступала под фамилией Брюн.

## Спортивные достижения

### Пары
(с Ингваром Брином)
| Соревнования/Сезоны | 1908 | 1909 | 1910 | 1911 | 1912 | 1913 | 1914 | 1915 | 1916 | 1917 | 1918 | 1919 | 1920 | 1921 | 1922 | 1923 |
| ------------------- | ---- | ---- | ---- | ---- | ---- | ---- | ---- | ---- | ---- | ---- | ---- | ---- | ---- | ---- | ---- | ---- |
| Зимние Олимпиады    |      |      |      |      |      |      |      |      |      |      |      |      | 2    |      |      |      |
| Чемпионаты мира     |      |      |      | 5    | 3    | 4    | 5    |      |      |      |      |      |      |      | 5    | 2    |
| Чемпионаты Норвегии | 1    | 1    | 1    | 1    | 1    | 1    |      |      |      |      |      | 1    | 1    | 1    | 1    |      |